# Piper albopapillatum
Piper albopapillatum är en pepparväxtart som beskrevs av William Trelease. Piper albopapillatum ingår i släktet Piper och familjen pepparväxter. Inga underarter finns listade i Catalogue of Life.